# قلعة شمسان
قلعة شمسان، قلعة تعود لفترة حكم الدولة العثمانية، وتقع القلعة في مدينة أبها جنوب المملكة العربية السعودية.

## بناء القلعة
أمر ببناء القلعة الوالي العثماني محيي الدين باشا 1331-1337هـ على قمة جبل شمسان، ويبلغ ارتفاعها حوالي 2300م فوق سطح البحر، حتى تقوم بحماية الطريق القادم من عقبة شعار شمالاً، حيث يُعد الطريق الرئيس الذي يربط مدينة أبها بالمناطق الشمالية، وقد استمرت هذه القلعة بوظيفتها العسكرية طول فترة الوجود العثماني إلى أن غادروها عام 1337هـ.

## وصف القلعة
تقع قلعة شمسان في مدينة أبها عند قاعدة جبل متوسط الارتفاع يبلغ طولة 90 متر وعرضة 50 متر، تحتوي القلعة على ثلاثة أبراج دفاعية في ثلاث زوايا فقط بينما المعتاد أن يكون عدد الأبراج أربعه في كل زاوية ويلحظ أن كل برج يختلف عن الأبراج الأخرى من ناحية الشكل المعماري ومن الملفت أن نمط البناء مشيد بألواح حجرية ماتزال قائمة حتى الآن أما المتقطات فهى مجموعه من الأدوات الحجرية والصوانى بأحجام وأشكال مختلفة تتميز باتقان صناعتها وتاريخها الذي يعود إلى الألف الثالث قبل الميلاد"
، وقد سقطت أغلب أسقف القلعة نتيجة فعل بعض الأهالي حين نزعوا عروق الأشجار المحاطة للأسقف، حيث يعمدون إلى تسقيف منازلهم بهذه الأشجار، ولم تسلم من حجرات القلعة سوى حجرة واحدة، وقد امتاز تسقيف القلعة بجذوع أشجار العرعر المنتشرة في الغابات الغربية لجبال عسير السراة، والتي يبلغ طولها 7أمتار.

## معرض الصور

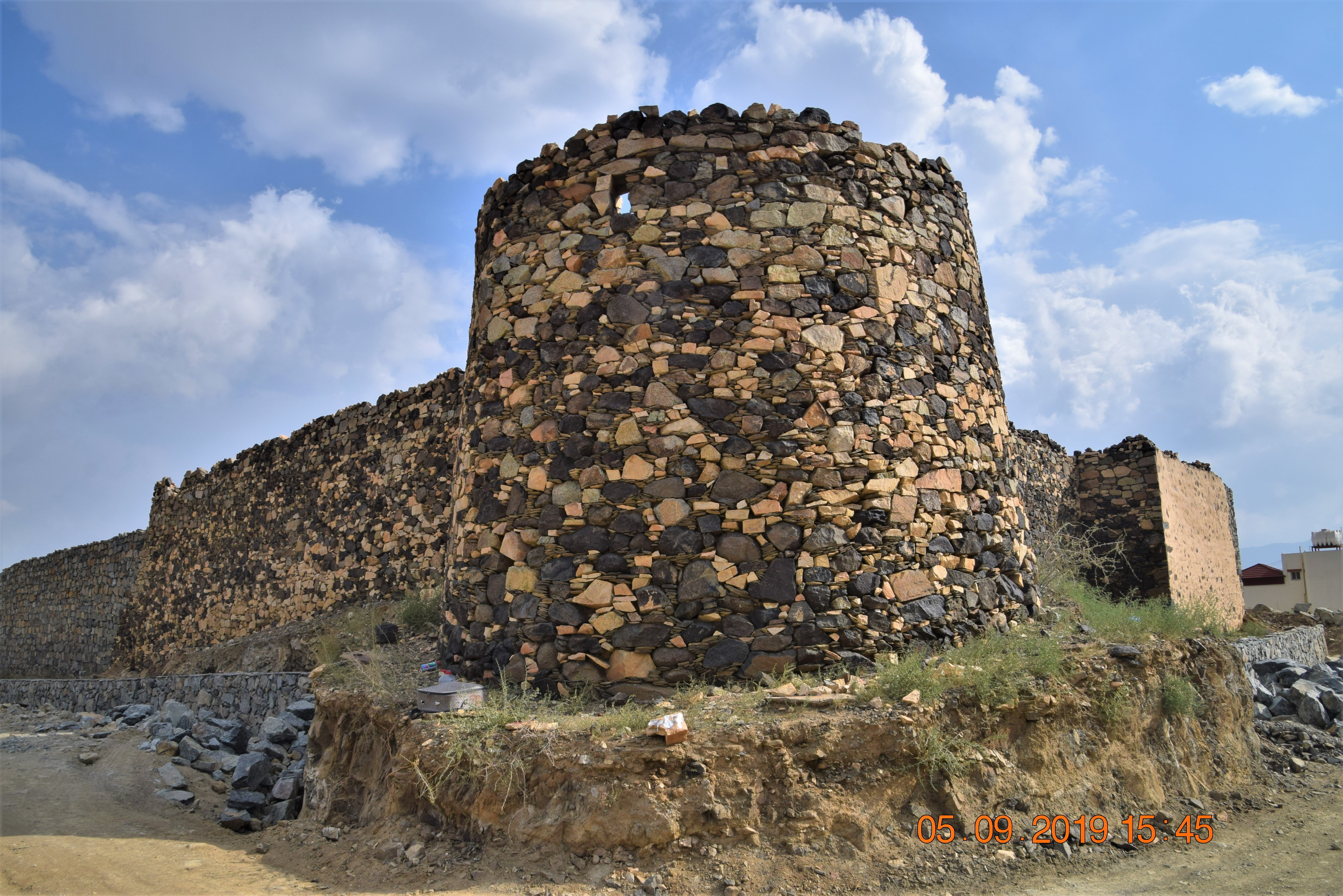

## انظر ايضاً
- منطقة عسير
- قلعة الدقل

## وصلات خارجية
- قلعة شمسان.